# Барзегар, Ария
Ария Барзегар (перс. آریا برزگر‎; род. 10 октября 2002, Тегеран) — иранский футболист, нападающий клуба «Нассаджи Мазандаран» и национальной сборной Ирана.

## Карьера

### «Персеполис»
Воспитанник футбольного клуба «Персеполис». В октябре 2019 года подписал 3 летний контракт с клубом. Продолжал выступать в молодёжной команде. В 2020 году стал подтягиваться к основной команде, однако оставался игроком запаса и на поле так и не вышел.

#### Аренда в «Фаджр Сепаси»
В марте 2021 года отправился в аренду в «Фаджр Сепаси» из Лиги Азадеган, которая является 2 по силе дивизионом иранского футбола. Дебютировал за клуб 24 апреля 2021 года в матче против клуба «Парс Джонуби». По итогу сезона 2020/2021 стал победителем чемпионата. В августе 2021 года покинул клуб.
После аренды вернулся в родной клуб. Продолжал выступать за молодёжную команду. В феврале 2022 года был интересен казахстанскому «Кайрату». В конце февраля 2022 года было сообщено, что казахстанский клуб был готов уже предложить контракт иранскому игроку, однако переход игрока сорвался.

### «Витебск»
В марте 2022 года перешёл в белорусский клуб «Витебск». Дебютировал за клуб 7 апреля 2022 года в Кубке Белоруссии против «Гомеля». Дебютировал в Высшей Лиге 11 апреля 2022 года в матче против дзержинского «Арсенала». В июле 2022 года появилась информация, что футболист в летнее трансферное окно покинет клуб. 17 июля 2022 года в клубе объявили о расторжении контракта с игроком по соглашению сторон.

### «Нафт» Месджеде-Солейман
В июле 2022 года перешёл в иранский клуб «Трактор». Затем вскоре стал игроком клуба «Нафт». Дебютировал за клуб 25 августа 2022 года против «Пайкана», выйдя на замену в концовке матча. Дебютный гол за клуб забил 11 января 2023 года в матче Кубка Хазфи против клуба «Малаван». По ходу сезона футболист смог закрепиться в основной команде клуба, чередуя матчи в стартовом составе и со скамейки запасных, результативными действиями не отличившись. По итогу сезона вместе с клубом занял последнее место в чемпионате.

### «Нассаджи Мазандаран»
В июле 2023 года футболист перешёл в клуб «Эстегляль», с которым подписал двухлетний контракт. Сумма трансфера составила порядка 75 тысяч евро. В конце августа 2023 года футболист перешёл в иранский клуб «Нассаджи Мазандаран». Дебютировал за клуб 24 августа 2023 года в матче против клуба «Гол Гохар», выйдя на замену на 55 минуте.

## Международная карьера
В 2018 году выступал за юношескую сборную Ирана до 16 лет на юношеском чемпионате Азии по футболу до 17 лет.
В октябре 2021 года был приглашён в молодёжную сборную Ирана до 23 лет для участия в квалификационных матчах на молодёжный чемпионат Азии 2022 года. Дебютировал 25 октября 2021 года в матче против Непала.
В ноябре 2022 года был вызван в национальную сборную Ирана. Дебютировал за сборную 10 ноября 2022 года в товарищеском матче против Никарагуа. В сентябре 2023 года футболист отправился на Летние Азиатские игры в составе олимпийской сборной.

## Достижения
«Персеполис»
- Чемпион Ирана: 2019/20

«Фаджр Сепаси»
- Победитель Лиги Азадеган: 2020/21